# De laatste vrijheid
De laatste vrijheid is een boek van Frank Martinus Arion. Hij heeft het boek geschreven in 1995. Het is zijn derde boek na zijn debuut Dubbelspel

## Verhaal
Het Caribische eiland Amber is het decor van Arions laatste vrijheid. Het boek begint met deel I: het verkoolde bos. In dit deel is de hoofdpersoon vulkaanwachter Brouce, die op basis van andere uitbarstingen en nieuwe metingen alarm slaat en Constance, de hoofdstad van Amber, laat ontruimen. Dit vormt de basis voor de verdere fysieke gebeurtenissen in het verhaal.
In deel II: Guerrillas of love komt de Amerikaanse journaliste Joan Mikolai naar Amber om verslag te doen van de ontruiming. Zij rijdt de volgende ochtend met de man van de barvrouw mee naar Constance. Daar ontmoet ze Daryll, hij heeft geweigerd weg te gaan. Samen met Daryll en zijn kinderen gaat Joan naar de top van de vulkaan.
Gedurende de tocht wordt er steeds een stukje van Daryll zijn geschiedenis vertelt. Hij komt van Curaçao en was lange tijd getrouwd met Adeline. Hij vond echter dat Curaçao zich te veel door de Hollanders liet onderdrukken en weigerde hun kinderen in het Nederlands les te laten krijgen, in plaats daarvan gaf hij zijn kinderen zelf in het Papiaments les. Adeline wou een muzikale carrière en verhuisde daarvoor naar Nederland. Sindsdien waren ze uit elkaar, Adeline bleef nog wel geld aan Daryll storten om voor de kinderen te zorgen. Daryll is toen naar Amber verhuisd omdat dat het enige eiland was dat iets progressiever ingesteld was.
Ook wordt er vertelt over het leven van Adeline in Amsterdam. Ze werkt hard aan haar symfonieën. De eerste, Guerrillas of love, is gebaseerd op haar relatie met Daryll op Curaçao. Omdat Daryll zo’n sterk persoon was besluit ze dat ze om hem definitief uit haar leven te verbannen, ze seks moet hebben met twee mannen. Op deze ervaring baseert ze haar tweede symfonie ,Fuga voor tweeling met minnares. Later schrijft ze ook nog een derde symfonie, Symfonie voor hotpants , deze symfonie baseert ze op de wanorde in de dagelijkse regelmaat.
Deel III: Het ei van Dogons leert Joan Daryll steeds beter kennen en gaat hem en de kinderen ook steeds leuker vinden. Joan vraagt een camerateam van haar omroep CIN om de volgende dag een interview te houden met Daryll en vier vulkaandeskundigen. Ondertussen is Joan nog steeds bang om zo alleen te zijn in het verlate Constance. Die nacht slaapt ze met Daryll in een bed.
Deel IV: De laatste vrijheid gaat de volgende ochtend door, Joan houdt een interview met Daryll en de vier deskundigen. Daryll houdt een toespraak over het leven. Hij zegt, in de opvang kampen kunnen we niet leven en zijn we dus eigenlijk al dood, in Constance kunnen we nog gewoon leven, en dan overlijden we als de vulkaan uit barst. Hij roept de bevolking van Constance op om te kiezen, nu sterven of later. Zijn ex-vrouw ziet het interview en gaat direct naar Constance om de kinderen te redden. De opvangkampen stromen leeg en iedereen gaat weer terug naar huis. Daryll komt hier pas achter als Joan hem vanuit haar hotel buiten Constance belt. Joan schiet met haar ploeg een wat beelden van de mensen die weer naar huis gaan en gaat daarna zelf ook naar Constance om Daryll weer te zien. Ze voelt dat ze haar plek bij Daryll heeft gevonden, zij is de bodem en hij is het anker.
Adeline denkt onderweg naar Amber nog eens na over haar symfonieën. Ze bedenkt dat haar concert er als volgt uit moet zien. Eerst “Fuga voor tweeling met minnares” over seksuele vrijheid en verovering van de mannelijkheid. Dan “Roll over Beethoven” over de muzikale vrijheid. En als laatste “De oproep van Daryll” over de thuiskomst van iedereen in hun zelfgemaakte paradijs, liever dan niet verder te leven buiten dat paradijs.
Wanneer de volgende dag iedereen is teruggekeerd in Constance willen de deskundigen graag een keer met Daryll naar de krater. Hij laat Joan alleen met zijn kinderen, voor Joan een bewijs dat hij haar vertrouwt. Wanneer ze bij de krater zijn aangekomen ontploft hij. Drie van de vier professoren worden bedolven onder de gloeiend hete rotsblokken. Daryll kan samen met de laatste onderzoeker ontkomen. Daryll is wel zwaargewond en wordt naar het ziekenhuis afgevoerd. Adeline haar vlucht ging niet door omdat ook het vliegveld zwaar beschadigd was. En nadat ze hoorde dat haar kinderen veilig waren heeft ze besloten ook niet meer te gaan.
De 6 overledene zijn als helden begraven en het evacuatiedecreet is een paar dagen later ingetrokken. Op 1 september van dat jaar werd het Papiaments als officiële taal ingevoerd op alle scholen op Amber.